# Eric Allard
Eric Allard ist ein Spezialeffektkünstler.

## Leben
Allard begann seine Karriere 1979 mit dem Disney-Science-Fiction-Film Das schwarze Loch, allerdings ohne Namensnennung im Abspann. Ab Ende der 1980er Jahre arbeitete er an größeren Filmprojekten wie Zurück in die Zukunft II, Mission: Impossible und Alien – Die Wiedergeburt. Später folgten Blockbuster wie Spider-Man und Matrix Reloaded. Zwischen 2010 und 2016 war er gelegentlich für Spezialeffekte in der Late-Night-Show von Conan O’Brien verantwortlich. Im Laufe seiner Karriere arbeitete er unter anderem mit Regisseuren wie Tim Burton, Robert Zemeckis, Gore Verbinski, Brian De Palma und J.J. Abrams.
2000 war er für Rob Minkoffs Familienfilm Stuart Little gemeinsam mit John Dykstra, Jerome Chen und Henry Anderson für den Oscar in der Kategorie Beste visuelle Effekte nominiert, die Auszeichnung in diesem Jahr ging jedoch an den Science-Fiction-Film Matrix. Für Stuart Little war er zudem für den Saturn Award und den Satellite Award nominiert, gewinnen konnte er jedoch nur letzteren.

## Filmografie (Auswahl)
- 1979: Das schwarze Loch (The Black Hole)
- 1986: Nummer 5 lebt! (Short Circuit)
- 1989: Zurück in die Zukunft II (Back to the Future Part II)
- 1993: Demolition Man
- 1995: Waterworld
- 1996: Mission: Impossible
- 1997: Alien – Die Wiedergeburt (Alien: Resurrection)
- 1999: Stuart Little
- 2002: Spider-Man
- 2003: Matrix Reloaded (The Matrix Reloaded)
- 2006: Pirates of the Caribbean – Fluch der Karibik 2 (Pirates of the Caribbean: Dead Man’s Chest)
- 2006: Snakes on a Plane
- 2007: Der Krieg des Charlie Wilson (Charlie Wilson’s War)
- 2007: Next
- 2017: Transformers: The Last Knight
- 2019: Once Upon a Time in Hollywood

## Auszeichnungen (Auswahl)
- 2000: Oscar-Nominierung in der Kategorie Beste visuelle Effekte für Stuart Little